# 김혜원
김혜원(1989년 6월 10일 ~ )은 대한민국의 배우이다.

## 학력
- 인하대학교 연극영화과 연기 전공 학사
- 백석고등학교 (경기)

### 영화
- 더 문 (2023년) - 기자 역
- 《믿을 수 있는 사람》(2023년) - 중국인 관광객 역
- 《압꾸정》 (2022년) - 왕회장 통역 역
- 《짬뽕비권》 (2022년) - 관광객 여 역 (특별출연)
- 《우리는 이별에 서툴러서》 (2021년) - 연우 / 선아 역
- 《비광》 (2021년) - 우재 모 역
- 《루시드 드림》 (2017년) - 효정 (대호 아내) 역
- 《묘성인》 (2017년) - 중국인 여기자 역
- 《봉이 김선달》 (2016년) - 한양기방 행수 역
- 《관상》 (2013년) - 기생 2 역
- 《두 여자》 (2010년) - 바텐더 리사 역

### 드라마
- 《신사와 아가씨》 (KBS2, 2021년) - 혜정 역 (특별출연)
- 《두 번째 남편》 (MBC, 2021년) - 이수진 역
- 《누가 뭐래도》 (KBS1, 2020년) - 엠마 조 역
- 《산후조리원》 (tvN, 2020년) - 매거진 기자 역
- 《응보》 (TV조선, 2020년) - 박숙자 역
- 《한 번 다녀왔습니다》 (KBS2, 2020년) - 권지혜 역
- 《엄마가 바람났다》 (SBS, 2020년) - 제시카 박 역
- 《모두 다 쿵따리》 (MBC, 2019년) - 양비서 역
- 《더 뱅커》 (MBC, 2019년) - 더 베스트 역
- 《훈남정음》 (SBS, 2018년) 승무원 역
- 《조선미인별전》 (KBS1, 2018년) 일급 춤꾼 기녀역
- 《그 여자의 바다》 (KBS2, 2017년) - 이경희 역
- 《이번 주 아내가 바람을 핍니다》 (JTBC, 2016년) - 이예림 역
- 《별이 되어 빛나리》 (KBS2, 2015년) - 이경숙 역
- 《제왕의 딸 수백향》 (MBC, 2013년)
- 《블러드》 (KBS2, 2015년) - 이혜연 역
- 《S.O.S 나를 구해줘》 (KBS 드라마, 2014년) - 이영림 역
- 《은희》 (KBS2, 2013년) - 윤비서 역

### 연극
- 《해뜨기 70분전》 이영서 역
- 《옥탑방고양이》 남정은 역
- 《레드카펫》 이해주 외 1인 4역
- 《사랑의 기억》 수연 역

### 수상
- 양평 힐링영화제 여자연기상 (2020년)
- 대한민국 국민대상 방송연기 대상 (2019년)
- 대한민국 베스트브랜드 인물 대상 (2018년)
- MISS GLOBE INTERNATIONAL KOREA 미 (2016년)
- Marykay  Dream Beautiful Contest Asiapacific 그룹포토상 (2014년)
- Marykay Dream Beautiful Contest Top5 (2014년)
- 바슐렛 화장품모델 콘테스트 수상 (2014년)
- 에스티로더 엔비퀸&엔비걸 (2014년)

### 홍보대사
- 나라독도살리기 국민운동본부 홍보대사
- 미스 그랜드코리아 홍보대사 (2020년)
- 세종대왕 소헌왕후 선발대회 홍보대사 (2018 ~ 현재)
- 올림픽 KOREA 홍보대사 (2017년)